# Premochtherus striatipes
Premochtherus striatipes là một loài ruồi trong họ Asilidae. Premochtherus striatipes được Loew miêu tả năm 1849.